# Synagoga ve Veselí nad Moravou
Synagoga ve Veselí nad Moravou je bývalá židovská modlitebna, jež stojí ve staré části města Veselí nad Moravou v ulici Rybníček jako č.p. 62. Byla postavena kolem roku 1840 na místě starší modlitebny. Synagoga je chráněna jako kulturní památka České republiky.
Po válce sloužila jako skladiště, načež byla v letech 1991–1993 přebudována na modlitebnu Církve adventistů sedmého dne. K tomuto účelu slouží dodnes.
Veselská židovská komunita přestala existovat podle zákona z roku 1890. Do okupace se o hřbitov starala židovská obec v Uherském Ostrohu.